# IC 1858
IC 1858 ist eine linsenförmige Galaxie mit aktivem Galaxienkern vom Hubble-Typ S0/a im Sternbild Fornax am Südsternhimmel. Sie ist schätzungsweise 267 Millionen Lichtjahre von der Milchstraße entfernt und hat einen Durchmesser von etwa 140.000 Lichtjahren.

Im selben Himmelsareal befinden sich u. a. die Galaxien IC 1859 und IC 1860.
Das Objekt wurde am 5. September 1897 vom US-amerikanischen Astronomen Lewis Swift entdeckt.